# Moldenhawera
Moldenhauera é um género botânico pertencente à família Fabaceae.

## Espécies
- Moldenhawera acuminata
- Moldenhawera blanchetiana
- Moldenhawera brasiliensis
- Moldenhawera cuprea
- Moldenhawera emarginata
- Moldenhawera floribunda
- Moldenhawera lushnathiana
- Moldenhawera mollis
- Moldenhawera nitida
- Moldenhawera nutans
- Moldenhawera papillanthera
- Moldenhawera polysperma
- Moldenhawera riedelii